# ザウバー・C16
ザウバー・C16 (Sauber C16)は、ザウバーが1997年のF1世界選手権に投入したフォーミュラ1カー。開発責任者はレオ・レス。1997年の開幕戦から最終戦まで使用された。

## 概要
2年間使用したフォードのワークスエンジンZetec-Rの使用権がスチュワートに移ることになり、新たにフェラーリと契約を結んで、カスタマーエンジンユーザーとなった。フェラーリが前年使用したティーポ046/1エンジンの供給を受け、スポンサーのペトロナスのバッジネームを付けて、「ペトロナスSPE-01」と呼称した（SPEは「ザウバー・ペトロナス・エンジニアリング」の略）。併せてフェラーリから後藤治が派遣され、エンジンのチューニングを担当することになった。
フェラーリエンジンの搭載は2006年にBMWがチームを買収するまで続けられた。

## 1997年シーズン
ドライバーはチーム2年目となるジョニー・ハーバートに加えて、エンジン供給の関係から、フェラーリのテストドライバーであったラリーニがセカンドシートを獲得した。
しかしながらラリーニは5戦を持って解雇され、ジャンニ・モルビデリが代わってドライブする。モルビデリもシーズン中2度の骨折を負い、その間はテストドライバーで、フォーミュラ・ニッポンに参戦中のノルベルト・フォンタナが代わってドライブした。3名ともエースドライバーのハーバートを上回る成績を残すことはできなかった。
いくつかの期待に対して、C16はシーズン当初競争力を発揮したが、シーズンが進むにつれて潤沢な資金を持つライバルたちに比べて開発が進まず、その戦闘力は低下していった。ハーバートはハンガリーで3位に入賞したが、これは本家のフェラーリ2台を打ち破ってのものであった。
この年、チームはコンストラクターズ7位でシーズンを終えた。獲得した16ポイントのうち、15ポイントがハーバートによるものであった。

## F1における全成績
(key) （太字はポールポジション）
| 年     | チーム   | エンジン       | タイヤ | ドライバー             | 1   | 2   | 3   | 4   | 5   | 6   | 7   | 8   | 9   | 10  | 11  | 12  | 13  | 14  | 15  | 16  | 17  | ポイント | 順位 |
| ------ | -------- | -------------- | ------ | ---------------------- | --- | --- | --- | --- | --- | --- | --- | --- | --- | --- | --- | --- | --- | --- | --- | --- | --- | -------- | ---- |
| 1997年 | ザウバー | ペトロナス V10 | G      |                        | AUS | BRA | ARG | SMR | MON | ESP | CAN | FRA | GBR | GER | HUN | BEL | ITA | AUT | LUX | JPN | EUR | 16       | 7th  |
| 1997年 | ザウバー | ペトロナス V10 | G      | ジョニー・ハーバート   | Ret | 7   | 4   | Ret | Ret | 5   | 5   | 8   | Ret | Ret | 3   | 4   | Ret | 8   | 7   | 6   | 8   | 16       | 7th  |
| 1997年 | ザウバー | ペトロナス V10 | G      | ニコラ・ラリーニ       | 6   | 11  | Ret | 7   | Ret |     |     |     |     |     |     |     |     |     |     |     |     | 16       | 7th  |
| 1997年 | ザウバー | ペトロナス V10 | G      | ジャンニ・モルビデリ   |     |     |     |     |     | 14  | 10  |     |     |     | Ret | 9   | 12  | 9   | 9   | DNS |     | 16       | 7th  |
| 1997年 | ザウバー | ペトロナス V10 | G      | ノルベルト・フォンタナ |     |     |     |     |     |     |     | Ret | 9   | 9   |     |     |     |     |     |     | 14  | 16       | 7th  |

## 参照
- AUTOCOURSE 1997-98, Henry, Alan (ed.), Hazleton Publishing Ltd. (1997) ISBN 1-874557-47-0